# Головкин, Анатолий Григорьевич
Анато́лий Григо́рьевич Голо́вкин (1926—2001) — советский инженер-конструктор и учёный, кандидат технических наук, создатель радиотехнических измерительных космических систем.

## Биография
Родился 8 мая 1926 года в городе Чернь Тульской области.
В годы Великой Отечественной войны трудился в тылу, поступил в Московский энергетический институт, в 1949 году окончил Радиотехнический факультет МЭИ. По окончании вуза был зачислен в аспирантуру по кафедре Радиолокации (Радиотехнических приборов) МЭИ.
В 1953 году специальным решением Министерства высшего и среднего специального образования СССР Головкин из аспирантуры был командирован на предприятие п/я 4120 - Сектор специальных опытных научно-исследовательских работ  (ОНИР) при МЭИ, которым руководили известные советские учёные в области радиотехники — Владимир Александрович Котельников и Алексей Фёдорович Богомолов. В 1958 году ОНИР преобразован в Особое конструкторское бюро Московского энергетического института (ОКБ МЭИ). В этом ОКБ Анатолий Головкин проработал всю жизнь, последовательно являлся младшим научным сотрудником, старшим инженером, руководителем лаборатории, начальником научно-исследовательского отдела. В 1963 году он защитил диссертацию на соискание учёной степени кандидата технических наук.
В ОКБ МЭИ А. Г. Головкин принимал участие в качестве ответственного представителя Главного конструктора ОКБ в разработке станции "Истра", систем "Индикатор-Д" и "РКТ", и в их серийном изготовлении на заводе № 304, а также во вводе в эксплуатацию и передаче на вооружение в Вооруженные силы СССР. Он возглавлял сформированную еще в Секторе лабораторию наземных средств траекторных измерений и в этом качестве стал ведущим разработчиком и руководителем работ по высокоточным станциям траекторных измерений "Бинокль" и "Бинокль-Д". Также руководил изготовлением и вводом в строй этих станций на измерительных пунктах (ИП) трассы полёта ракет Р-7 —  от стартовой площадки космодрома "Байконур" до места падений ракет на полигоне "Кура" (в/ч № 25522, город Ключи-1 Камчатской области). Для работы на данных станциях им было подготовлено большое число офицеров Советской Армии. Анатолий Григорьевич Головкин внёс большой вклад в работу измерительных станций во время полёта первого космического корабля «Восток-1» пилотируемого Гагариным, а также во время последующих пилотируемых полётов кораблей «Восток» и «Восход».
Затем в сотрудничестве с Кунцевским механическим заводом А.Г. Головкин руководил разработкой, изготовлением и вводом в эксплуатацию, новых станций траекторных измерений "Кама". Участвовал в сооружении станции "Катунь" для контроля траектории дальних космических объектов на базе антенны ТНА-400 в городе Симферополе; в установке и эксплуатации станций "Кама", "Кама-А" и "Кама-М" на кораблях плавучего измерительного комплекса морской экспедиции "ТОГЭ-4" (Тихоокеанская гидрографическая экспедиция). В качестве yачальника отдела наземных станций траекторных измерений ОКБ МЭИ он возглавил разработку когерентно-импульсной станции траекторных измерений "Кама-ИК" на Львовском радиозаводе; был руководителем ввода в строй этих станций на полигоне противоракетной обороны "Сары-Шаган", в районе озера Балхаш.
Умер 9 марта 2001 года в Москве после тяжёлой болезни. Урна с его прахом захоронена в Москве, в колумбарии Ваганьковского кладбища (участок № 65).

## Награды
- Указом Президиума Верховного Совета СССР от 17 июня 1961 года «За успешное выполнение специального задания Правительства по созданию образцов ракетной техники, космического корабля-спутника "Восток" и осуществление первого в мире полета этого корабля с человеком на борту» руководитель лаборатории ОКБ МЭИ Министерства высшего и среднего специального образования Головкин Анатолий Григорьевич был награждён орденом Трудового Красного Знамени.
- Также был награждён орденами Дружбы народов, «Знак Почёта» и медалями, в числе которых, "За доблестный труд в Великой Отечественной войне 1941-1945 годов", "За доблестный труд. В ознаменование 100-летия со Дня рождения Ленина" и "Ветеран труда".
- Федерация космонавтики СССР удостоила Головкина медалями имени С.П. Королёва и имени Ю.А. Гагарина. Ему было присвоено звание "Почётный радист СССР".